# Europe '72
Europe '72 es el quinto álbum en vivo de la banda estadounidense Grateful Dead, grabado durante la gira de 1972. Un segundo volumen del disco fue lanzado en el año 2011.

## Lista de canciones
| N.º | Título                                                                                          | Duración |  |
| 1.  | «Cumberland Blues» (Jerry Garcia, Robert Hunter, Phil Lesh)                                     | 5:47     |  |
| 2.  | «He's Gone» (Garcia y Hunter)                                                                   | 7:12     |  |
| 3.  | «One More Saturday Night» (Bob Weir)                                                            | 4:45     |  |
| 4.  | «Jack Straw» (Hunter y Weir)                                                                    | 4:46     |  |
| 5.  | «You Win Again» (Hank Williams)                                                                 | 3:54     |  |
| 6.  | «China Cat Sunflower» (Garcia y Hunter)                                                         | 5:33     |  |
| 7.  | «I Know You Rider»                                                                              | 4:55     |  |
| 8.  | «Brown-Eyed Woman» (Garcia y Hunter)                                                            | 4:55     |  |
| 9.  | «It Hurts Me Too» (Elmore James)                                                                | 7:18     |  |
| 10. | «Ramble on Rose» (Garcia y Hunter)                                                              | 6:09     |  |
| 11. | «Sugar Magnolia» (Hunter y Weir)                                                                | 7:04     |  |
| 12. | «Mr. Charlie» (Hunter, Ron "Pigpen" McKernan)                                                   | 3:40     |  |
| 13. | «Tennessee Jed» (Garcia y Hunter)                                                               | 7:13     |  |
| 14. | «Truckin'» (Garcia, Hunter, Lesh, Weir)                                                         | 13:08    |  |
| 15. | «Epilogue» (Garcia, Donna Jean Godchaux, Keith Godchaux, Bill Kreutzmann, Lesh, McKernan, Weir) | 4:33     |  |
| 16. | «Prelude» (Garcia, Donna Jean Godchaux, Keith Godchaux, Kreutzmann, Lesh, McKernan, and Weir)   | 8:08     |  |
| 17. | «Morning Dew» (Bonnie Dobson, Tim Rose)                                                         | 10:35    |  |

## Personal
- Jerry Garcia – voz, guitarra
- Donna Jean Godchaux – coros
- Keith Godchaux – piano
- Bill Kreutzmann – batería
- Phil Lesh – bajo, voz
- Ron "Pigpen" McKernan – teclados, voz
- Bob Weir – guitarra, voz